# 高山矮蒿
高山矮蒿（学名：Artemisia conaiensis）是菊科蒿属的植物，是中国的特有植物。分布于中国大陆的四川、西藏等地，生长于海拔4,000米至5,000米的地区，多生长于高山草地、坡地和路旁，目前尚未由人工引种栽培。